# I de ökända kvarteren i det ruskiga Marseille
I de ökända kvarteren i det ruskiga Marseille är en visa från 1937 skriven och framförd av Karl Gerhard, som gav ut sin skivinspelning i januari 1938. . Stefan Broms spelade in sången på albumet Melodier på svenska 1974.  Magnus Uggla sjöng in en version på albumet Karl Gerhard passerar i revy 2010. 
Texten handlar om Göteborg.

### Fotnoter
1. ↑  ”Svensk mediedatabas”. http://smdb.kb.se/catalog/id/000095360. Läst 13 maj 2011.
2. ↑  ”Svensk mediedatabas”. http://smdb.kb.se/catalog/id/001885571. Läst 13 maj 2011.
3. ↑  ”Svensk mediedatabas”. http://smdb.kb.se/catalog/id/002678999. Läst 13 maj 2011.